# COFCO Group
China Oil and Foodstuffs Corporation (COFCO) is een Chinees staatsbedrijf actief. Het is actief in de hele keten van de voedingsmiddelenindustrie zoals de productie en groothandel.
Het bedrijf is opgericht in 1949 en is een van de grootste staatsbedrijven onder toezicht van de SASAC. Tussen 1952 en 1987 was het de enige Chinese importeur en exporteur van landbouwproducten die onder direct toezicht van de centrale overheid opereerde. In 2007 had COFCO Group iets meer dan 60.000 werknemers op meerdere locaties in China en verder in Japan, de Verenigde Staten, het Verenigd Koninkrijk, Australië en Canada.
COFCO Group is een conglomeraat, dat zich bezighoudt met aanplant en teelt van landbouwgewassen, de voedselverwerking, de hele logistieke keten inclusief eigen havenfaciliteiten, financiën, hotels en onroerend goed. COFCO is actief in granen, plantaardige olie, suiker, katoen, vlees en zuivelproducten. COFCO is de grootste importeur en exporteur in China van onder andere sojabonen, tarwe, maïs en suiker. COFCO produceert ook voedsel dat verkocht wordt onder de merknamen Fortune, Greatwall, Chinatea, Joycome, Jiugui en Lohas.
COFCO International is de wereldwijde handelsmaatschappij van de groep. Het is een belangrijke inkoper, transporteur, verwerker en verkoper van bulklandbouwproducten als granen, oliezaden, suiker, koffie en katoen. In 2023 had dit bedrijf een omzet van US$ 50 miljard en verhandelde het 122 miljoen ton aan producten. Buiten China is het vooral actief in Zuid-Amerika maar breidt de activiteiten uit naar andere werelddelen.
COFCO Group heeft belangen in vijftien beursgenoteerde bedrijfsonderdelen. Zeven hiervan staan genoteerd aan de Hong Kong Stock Exchange, dit zijn onder andere China Foods (ticker symbol: 506.HK), China Agri-Industries Holdings (606.HK) en Mengniu Dairy (2319.HK). Verder staan er zeven genoteerd aan beurzen op het Chinese vasteland: waaronder COFCO Tunhe (SSE: 600737) en COFCO Tech (SZSE: 000930).

## Trivia
Het "ABCD-bedrijvenkwartet”, dat zijn Archer Daniels Midland, Bunge Limited, Cargill en Louis Dreyfus Company domineert de wereldhandel in landbouwproducten. COFCO International kan hierbij gevoegd worden als vijfde speler.